# Оберборбек, Феликс
Феликс Оберборбек (нем. Felix Oberborbeck; 1 марта 1900, Эссен — 13 августа 1975, Лоне, Нижняя Саксония) — немецкий хоровой дирижёр и музыкальный педагог.

## Биография
Родился 1 марта 1900 года в Эссене, Дюссельдорф, в семье учителя музыки. 
В 1919—1923 годах изучал музыковедение в университетах Мюнстера, Фрайбурга, Мюнхена и Бонна. С 1923 года преподавал в Кёльнской консерватории, с 1930 года профессор. Одновременно с 1925 года руководил городским оркестром в Ремшайде. 
Поддержал культурную политику национал-социалистов, в 1933 году выступил с докладом «Национальный стиль в музыке» (Nationaler Stil in der Musik). В 1934—1939 годах ректор Веймарской Высшей школы музыки, одновременно с 1935 года руководитель окружной организации Немецкого певческого союза. В 1939—1945 годах директор Высшей музыкально-педагогической школы в Граце, руководил музыкальным образованием в школах Штирии.
После окончания Второй мировой войны в 1946—1948 годах работал музыкальным руководителем в молодёжном учебном центре в городе Флото, затем в 1949—1961 годах заведовал кафедрой музыкальной педагогики в педагогическом институте в городе Фехта, дирижировал городским хором и окружным оркестром.
Умер 13 августа 1975 года.
Биографию Оберборбека написал и опубликовал его сын Клаус. 

## Память
Имя Оберборбека носит улица (Felix-Oberborbeck-Straße) в Фехте.